# Липківська сільська рада (Гощанський район)
Ли́пківська сільська́ ра́да — орган місцевого самоврядування в Гощанському районі Рівненської області. Адміністративний центр — село Липки.

## Загальні відомості
- Липківська сільська рада утворена в 1940 році.
- Територія ради: 48,002 км²
- Населення ради: 1 519 осіб (станом на 2001 рік)

## Населені пункти
Сільській раді підпорядковані населені пункти:
- с. Липки
- с. Андрусіїв
- с. Вовкошів
- с. Дружне

## Склад ради
Рада складається з 16 депутатів та голови.
- Голова ради: Остапчук Андріан Лукашович
- Секретар ради: Муляр Романа Романівна

### Керівний склад попередніх скликань
| ПІБ                        | Основні відомості                                                         | Дата обрання | Дата звільнення |
| -------------------------- | ------------------------------------------------------------------------- | ------------ | --------------- |
| Михалюк Євген Михайлович   | Сільський голова, 1944 року народження, член Комуністичної партії України | 26.03.2006   | 25.04.2008      |
| Остапчук Андріян Лукашович | Сільський голова, 1947 року народження, член Народної партії              | 30.11.2008   | 31.10.2010      |
| Остапчук Андріан Лукашович | Сільський голова, 1947 року народження, член Народної партії              | 31.10.2010   |                 |

Примітка: таблиця складена за даними сайту Верховної Ради України